# إنريكي مورسيانو
إنريكي مورسيانو (بالإنجليزية: Enrique Murciano)‏ (مواليد 9 يوليو 1973 في ميامي، فلوريدا)، هو ممثل أمريكي بدأ مسيرته الفنية عام 1997.

## أعماله
- 1997: سرعة 2: تحكم أوتوماتيكي للسرعة
- 2000: إتجار
- 2001: سقوط الصقر الأسود
- 2005: ملكة الدماثة 2 مسلحة ورائعة
- 2014: بزوغ كوكب القرود
- 2016: كولاترل بيوتي

## وصلات خارجية
- إنريكي مورسيانو على موقع IMDb (الإنجليزية)
- إنريكي مورسيانو على موقع ألو سيني (الفرنسية)
- إنريكي مورسيانو على موقع ميوزك برينز (الإنجليزية)
- إنريكي مورسيانو على موقع أول موفي (الإنجليزية)
- إنريكي مورسيانو على موقع إن إن دي بي (الإنجليزية)
- إنريكي مورسيانو على موقع قاعدة بيانات الفيلم (الإنجليزية)
- إنريكي مورسيانو على موقع كينوبويسك (الروسية)